# Maserati Tipo 26

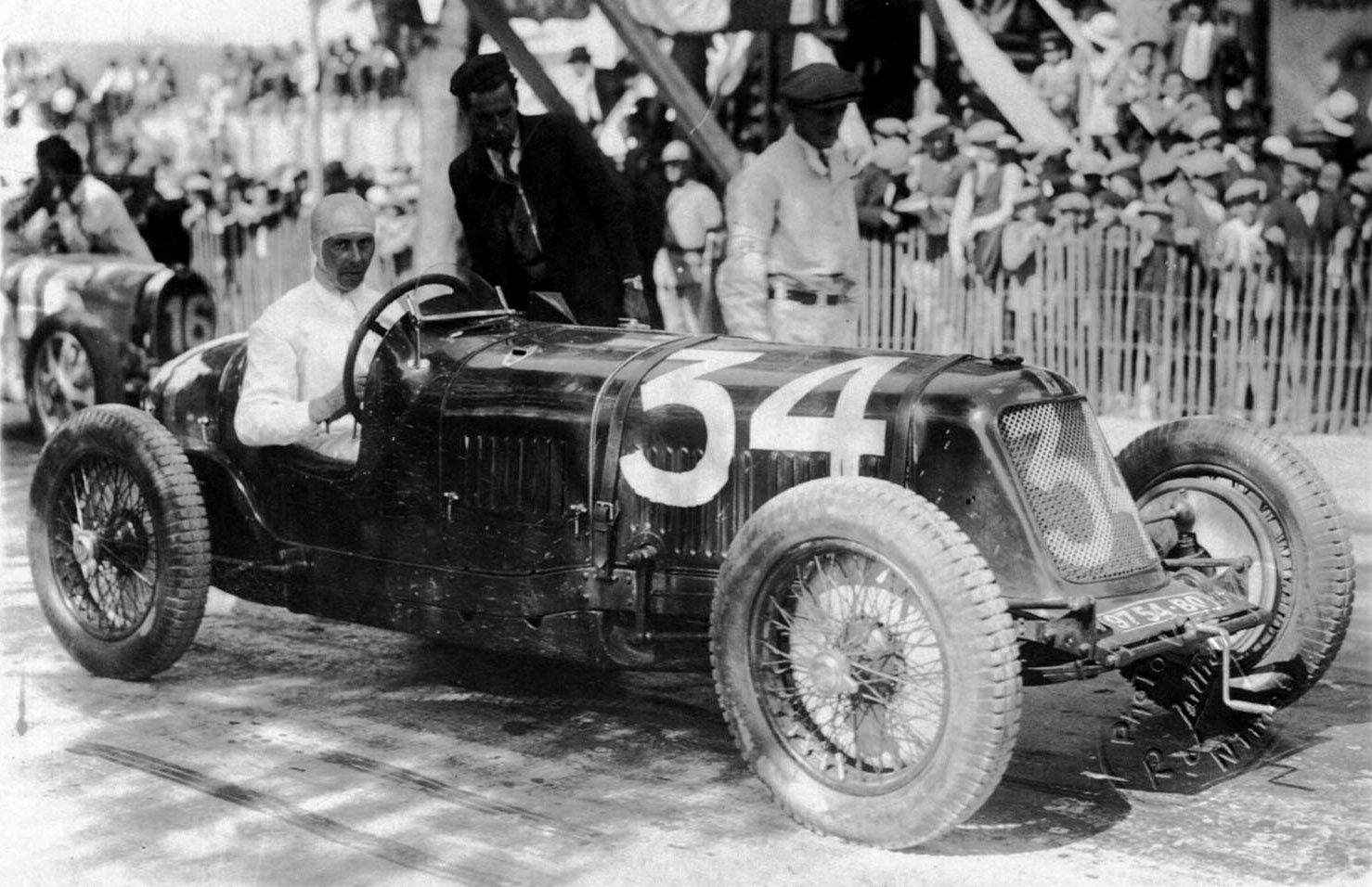
René Dreyfus in de Maserati 26M tijdens de "Grand Prix automobile de Nîmes", 1932

De Maserati Tipo 26 is een racewagen. Het is de eerste racewagen gemaakt door de broers Maserati, welke de naam Maserati kreeg. De auto is afgeleid van een racewagen ontworpen voor het merk Diatto, dat in 1925 stopte met de autosport en een aantal chassis en onderdelen overhield en aan de Maserati-broers gaf. De auto is geproduceerd tussen 1926 en 1932.
De auto had een 1,5 liter-, achtcilindermotor van 120 tot 128 pk. Dit gaf de auto een topsnelheid van tussen de 180 en 200 km/u.
Tijdens de eerste race, de Targa Florio van 1926, haalde de auto, gereden door Alfieri Maserati, de eerste plaats in het tweeliterklassement en de negende plaats overall. Ook in de Afrikaanse Grand Prix van 1927 in Tripoli won Alfieri de tweeliterklasse.
Enkele Tipo 26's zijn verkocht aan mensen als Luigi Fagioli, Marcel Lister en Maria Antonietta Avanzo. Van de tien geproduceerde auto's overleeft er nu nog een.